# تشارلز برونو
تشارلز برونو (بالفرنسية: Charles Bruneau)‏ هو باحث في الرومانسية فرنسي، ولد في 19 نوفمبر 1883 في جيفيت في فرنسا، وتوفي في 3 أغسطس 1969 في باريس في فرنسا.